# Droit à l'eau

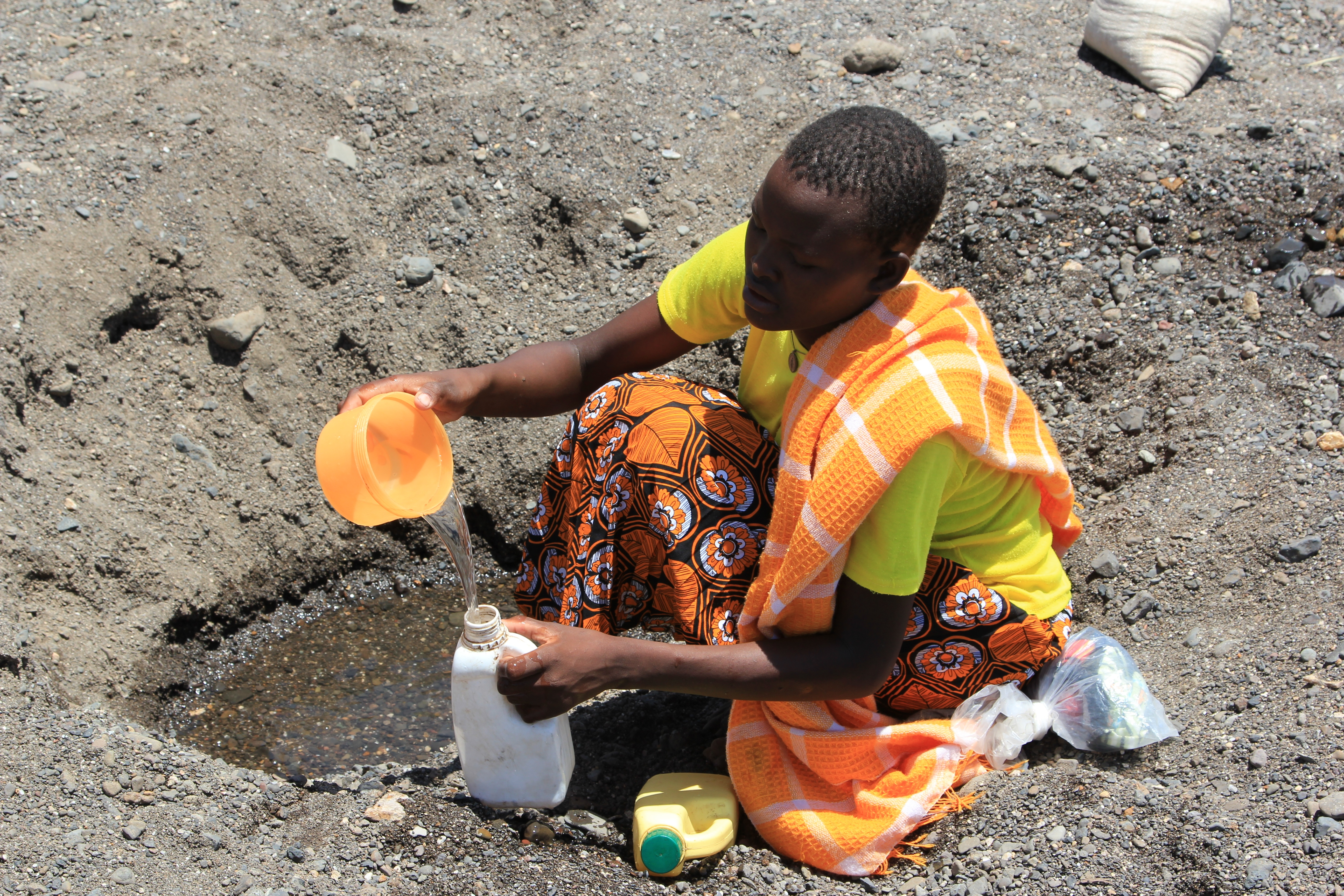
Femme collectant de l'eau dans un trou creusé dans un lit d'une rivière à sec, près du village de Kataboi (Kenya).

Le droit à l'eau est considéré par de nombreux auteurs et personnalités comme un droit de l'homme important ou essentiel, fondé sur le droit international, comme « un droit de l’Homme et des générations futures en émergence » et comme une condition nécessaire pour l'atteinte des objectifs de l'ONU en matière de santé publique, de bonne gouvernance, de développement durable et de paix dans le monde.
Une grande partie des ressources en eau ne connaît pas les frontières, et peut être polluée, gaspillée ou surexploitée par un voisin indélicat ou plus riche et mieux équipé en moyens de pompage. Ce droit implique donc une approche « glocale », c'est-à-dire à la fois « locale » (car c'est localement que se fait l'accès à l'eau, sous la responsabilité des États, municipalités et collectivités territoriales et « globale », systémique et solidaire et donc internationale car la ressource en eau est inégalement partagée et accessible dans le monde. De plus, le contexte du dérèglement climatique pourrait exacerber le déficit hydrique dans certaines régions du monde alors que d'autres pourraient souffrir en saison humide d'inondations et de crues qui peuvent aussi contribuer à dégrader la qualité de l'eau et la source d'eau améliorée.
La question du statut de l'eau se pose aussi. La qualification de l’eau comme patrimoine commun de l’humanité  est acceptée comme le rappelle par exemple la Charte Mondiale de la nature ou le droit international de l'environnement .
Certains incluent dans le droit à l'eau, un droit à l'eau d'irrigation pour l'agriculture, droit qui demande d'autres types d'infrastructures.

## Définition

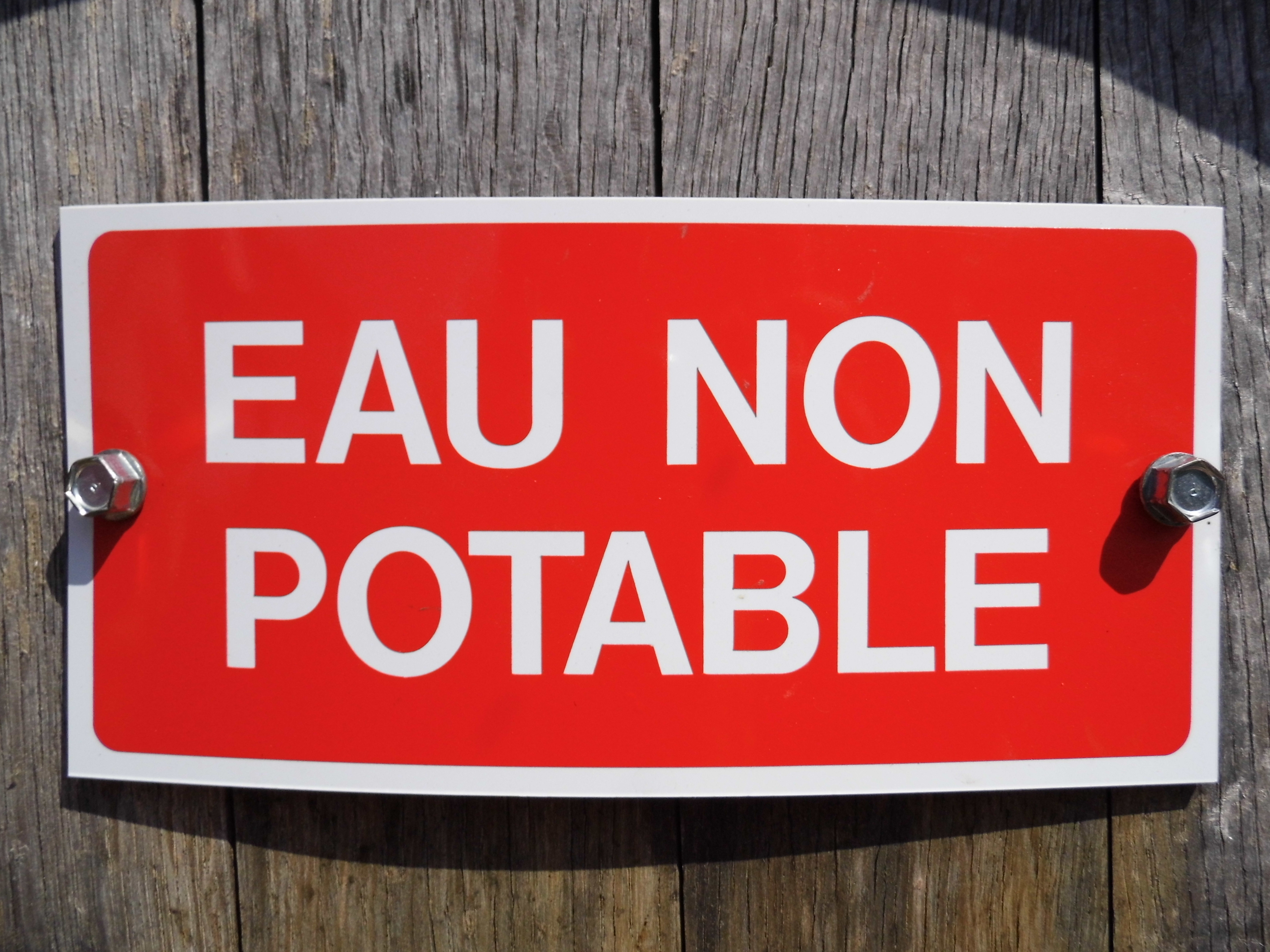
Le droit à l'eau inclut le droit à une eau durablement potable et donc à l'assainissement et à la protection de la ressource en eau

Le Comité des droits économiques, sociaux et culturels des Nations unies (CDESC) a défini le droit à l'eau comme suit :
« Le droit à l'eau consiste en un approvisionnement suffisant, physiquement accessible et à un coût abordable, d'une eau salubre et de qualité acceptable pour les usages personnels et domestiques de chacun. Une quantité adéquate d'eau salubre est nécessaire pour prévenir la mortalité due à la déshydratation et pour réduire le risque de transmission de maladies d'origine hydrique ainsi que pour la consommation, la cuisine et l'hygiène personnelle et domestique »

## Modalités de développement
Même si le droit international à l'eau possède désormais un statut de droit humain explicite, il n'a pas un caractère d'obligation et les États signataires restent libres de sa mise en œuvre. Le droit à l'eau se développe donc au travers de plusieurs dynamiques :

### Une dynamique d'expérimentations locales
En Amérique du Sud et en Afrique du Sud, des expérimentations de mise en œuvre du droit à l'eau sont mises en place.
En Europe, la France et le Royaume-Uni sont considérés comme des pays pionniers de la mise en œuvre du droit à l'eau.

### Une dynamique d'introduction dans le droit
L’évolution du droit international, et en particulier du droit international relatif aux droits de l’homme (DIDH) qui en 2002, via le Comité des droits économiques, sociaux et culturels des Nations unies (CDESC / Engl. UN CESCR), a présenté une liste des obligations des gouvernements afin que ces derniers garantissent le « droit à l’eau » de leur population : l’observation générale no 15.

### Soutien de la société civile et des ONG
Périodiquement, ce droit est revendiqué par des populations locales ou proposé comme droit universel par une partie de la société civile.
Les ONG sont depuis longtemps confrontées à des famines et catastrophes sanitaires et humanitaires induites par le manque d'eau ou aggravées par le non-accès à l'eau potable et/ou à l'assainissement.
Depuis le début du XXe siècle, la planification et l’organisation des projets évoluent au sein des ONG de développement, passant d'une approche charitable et souvent religieuse à une « approche basée sur les droits de l’homme » (Engl. Human Rights Based Approach – HRBA) et le respect des besoins vitaux et fondamentaux (respirer, boire, manger, s'abriter, vivre en paix et en bonne santé, avoir accès à la culture et aux possibilités de déterminer son avenir). Ceci passe par une approche plus systémique et intégrée des acteurs comme "parties prenantes" (Engl. stakeholders) ; ayant un effet sur un besoin (ex. l’accès à l’eau des populations), en prenant pour base de dialogue les obligations juridiques respectives de tous les acteurs.
L’ONG est alors aussi facilitatrice de l’interaction de ces acteurs entre eux et avec leur environnement. Elle utilise le droit national et international, à la fois comme formulation des engagements (droits et devoirs) de chaque parti, ainsi que comme garant de son indépendance dans le processus.

## Émergence du droit à l'eau

### Dans le monde, au niveau international
Le droit international public relatif aux droits de l'homme a plusieurs sources, qui sont notamment les conventions internationales ratifiées par les États.
- Plusieurs conventions ont reconnu le « droit à l'eau » explicitement (ex. CEDAW Art.14(2), CRC Art.24)[11].
- D'autres conventions le reconnaissent « implicitement », à l'image du Pacte international relatif aux droits économiques, sociaux et culturels (PIDESC)[12]. En effet, le pacte ne reconnaît explicitement que le droit à un niveau de vie adéquat (Art.11) et le droit à la santé (Art.12), mais le Comité d'experts chargé du suivi de son application a considéré en 2002 que le « droit à l'eau et à l'assainissement» était implicite aux Art.11 et 12.

Parallèlement aux évolutions juridiques existe une évolution de la reconnaissance politique de ce droit, comme le montre notamment la récente résolution de 2010 de l'Assemblée générale des Nations unies reconnaissant le droit à l'eau, ainsi que le travail de l'experte indépendante du Conseil des droits de l'homme des Nations unies, Mme Catarina de Albuquerque, chargée d’examiner la question des obligations en rapport avec les droits de l’homme qui concernent l’accès à l’eau potable et à l’assainissement et des expérimentations, dont dans certains pays ou certaines communautés d'Afrique et d'Amérique latine.
Le droit à l'eau constitue la première cible de l'Objectif de développement durable n° 6 de l'ONU.

### En Amérique du Sud
Dès octobre 2004, la population de l'Uruguay vote par référendum un amendement constitutionnel faisant de l’accès à l'eau et à l'assainissement des droits humains fondamentaux, et interdisant la privatisation de ces secteurs publics,.

### En Europe
Dans cette région du monde qui n'est pas la plus touchée par le manque d'eau ou d'accès à l'eau, la première « initiative citoyenne européenne » à avoir atteint le million de voix et à avoir été acceptée par l'Europe (en 2014) porte sur le droit à l'eau et à l'assainissement. Cette initiative nommée « Right2Water » demande aux institutions européennes et aux États membres de donner à tous les Européens et à chaque Terrien un droit égal d'accès à l'eau et à l'assainissement, et que pour cela « L'approvisionnement en eau et la gestion des ressources hydriques ne soient pas soumis aux "règles du marché intérieur" et que les services des eaux soient exclus de la libéralisation », demande qui contredit un projet porté par le commissaire Michel Barnier sur la Commande publique, en pointant une divergence entre les attentes locales et citoyennes et les logiques de marché que l'Europe a favorisées.
M. Maroš Šefčovič, vice-président de la Commission européenne a commenté cette première initiative en disant : « Les citoyens européens se sont exprimés et aujourd'hui, la Commission a donné une réponse positive. Ce tout premier exercice paneuropéen de démocratie citoyenne aura pour conséquence directe d'améliorer la qualité de l'eau, les infrastructures, l'assainissement et la transparence pour tous ».
La Slovénie est devenue le premier pays de l'Union européenne à inscrire dans sa Constitution le droit à une eau potable non privatisée, en novembre 2016. Le texte stipule notamment que : « L'approvisionnement en eau de la population est assuré par l’État via les collectivités locales, directement et de façon non lucrative. Les ressources en eau sont un bien public géré par l’État. Elles sont destinées en premier lieu à assurer l'approvisionnement durable en eau potable de la population, et ne sont à ce titre pas une marchandise ».

### En France
(13 mai 2019).
- La loi du 7 février 2011 autorise les services publics d'eau et d'assainissement à attribuer une subvention au fonds de solidarité pour le logement pour contribuer au financement des aides relatives au paiement des fournitures d'eau. À titre d'exemple, à Paris, selon Henri Smets vers 2010, environ 10 % de la population aurait du mal à payer son eau, et plusieurs dizaines de milliers de ménages vivent dans des conditions indignes avec un accès très limité à l’eau et à l’assainissement[22]. La ville a mis en place en 2009, des aides préventives pour les ménages (44 000 ménages en bénéficiaient en 2010) et a décidé de garantir l'accès à l'eau, sur la base du principe du droit pour tous à l'eau et à l'assainissement. Un principe est que les Parisiens ne doivent pas dépenser pour les dépenses d’eau et d’assainissement 3 % du budget de leur ménage. Une équipe de « correspondants eau » est chargée d’intervenir dans les cas où l’accès à l’eau serait compromis. L'approche est également solidaire, avec un volet d'aide aux pays en développement.
- Le 14 juin 2016, 3 ans après son dépôt, une proposition de loi initiée par 34 organisations de la société civile (dont la Fondation France Libertés, la Coalition eau et la Coordination eau Île-de-France) pour un droit à l'eau potable et à l'assainissement est adoptée par l'Assemblée nationale, mais sans financement d'un fonds national d'aide au paiement de la facture d'eau. La loi impose des toilettes publiques dans toute communes de plus de 3500 habitants et des douches municipales (gratuites) dans les communes de plus de 15 000 habitants[23]. Le coût de l'application de cette loi est évalué à 50 millions €/an, et une majorité de députés n'a pas retenu la proposition d'une contribution de 0,5 centime d'euro par litre d'eau embouteillé[23]. Selon Michel Lesage (rapporteur de la loi), un fonds de solidarité devrait être créé au sein du Fonds de solidarité pour le logement et alimenté par le budget de l’État qui apporte déjà 15 milliards d'euros/an à ce fonds. Dans le cadre de la navette parlementaire, le Sénat doit ensuite examiner ce projet de loi[23].
- Lors des campagnes présidentielles de 2017 et de 2022, le candidat de La France insoumise, Jean-Luc Mélenchon, préconise d'inscrire le droit à l'eau dans la constitution française et de proposer gratuitement aux Français les premières quantités d'eau nécessaire à la vie. Les deux propositions ont d'ailleurs été portées à l'assemblée nationale en 2018 mais rejetées par les députés LREM et LR[24].

## Les organisations actives dans le domaine du droit à l'eau et à l'assainissement
Ce sont notamment :
1. Les Organisations Internationales : OHCHR, UNICEF, PNUD
2. Des ONG humanitaires : Action contre la faim, Solidarités International[25]
3. Les ONG de développement : Alliance Sud ;
4. Les ONG de droits de l'homme : COHRE[26], WaterLex[27], CETIM[28]